# Равлик волохатий звичайний
Равлик волохатий звичайний (Trochulus hispidus (Linnaeus, 1758) — вид наземних молюсків класу Черевоногих (Gastropoda) підкласу легеневих (Pulmonata) родини кущанкових (Hygromiidae).

## Опис черепашки
У дорослих особин висота черепашки коливається переважно в діапазоні від 4 до 6 мм, ширина (діаметр) черепашки — від 5 до 12 мм. Має 5-6 обертів. Черепашка дуже сплощена, найчастіше низько-конічна. Іноді зустрічаються окремі екземпляри з відносно високим завитком, тоді черепашка може набувати широко-конічної форми. Пупок відкритий, перспективний. Губа утворює складку на базальному краї устя, яка більш або менш різко обривається при переході до палатального краю. Поверхня черепашки тонко і рівномірно радіально покреслена, вкрита тонкими зігнутими волосками (довжина волоска до 0,3 мм), які у дорослих особин часто стираються. Забарвлення черепашки від сірувато- до червонувато-коричневого, на периферії може проходити нечітка світла смуга.

## Можливі помилки у визначенні
Черепашки нетипової форми, з високим завитком, можуть нагадувати Pseudotrichia rubiginosa, проте добре відрізняються від цього виду ширшим, перспективним пупком. За формою і розміром черепашки Trochulus hispidus подібні до Trochulus villosulus, але довжина волосків в останнього виду значно більша (0,6-1 мм).

## Розповсюдження
Широко розповсюджений в Європі. Зареєстрований у західній та центральній частинах України.

## Екологія
Населяє різноманітні біотопи, не надто сухі та затінені: чагарники, узлісся, луки тощо. Часто зустрічається в населених пунктах.